# Arthur Robinson
Arthur Napoleón Raymond Robinson (Scarborough, Tobago, Indias Occidentales Británicas, 16 de diciembre de 1926-Puerto España, 9 de abril de 2014) fue un abogado y político trinitense. Fue el tercer presidente de Trinidad y Tobago en la historia del país (1997-2003) además de haber ejercido como primer ministro entre 1986 y 1991. 
En 1989, durante la 44.ª reunión de la Asamblea General de las Naciones Unidas, el primer ministro Robinson propuso la creación de un Tribunal Internacional Permanente para hacer frente al tráfico internacional de drogas, un azote del mar Caribe. 
Para 1990 hubo un intento de golpe de Estado en contra suya, perpetrado por Jamaat al Muslimeen en los que gran parte de su gabinete de gobierno estuvieron como rehenes en la sede del parlamento, el presidente Arthur Robinson, ordenó al ejército capturar dicho edificio a la fuerza, en dicho acto el mismo Robinson recibió una bala en la pierna.